# 圣殇
《圣殇》（韓語：피에타）是由金基德导演的韩国电影，於2012年上映。它获得了第69届威尼斯电影节金狮奖，成为首部获得金狮奖的韩国电影。片名在意大利语中是“施恩”、“怜悯”之意。2012年9月13日，韓國電影振興委員會宣布此片代表韓國參加2013年第85屆奧斯卡最佳外語片獎的角逐。2012年11月30日，《圣殇》获得第33届韩国电影青龙奖最佳影片奖。

## 剧情
岗道（李廷鎮飾）是一个既没有家庭也没有伴侣的冷血男人。每天的工作就是放高利貸並上门威胁欠債者以殘暴的方式讨债，將欠債者斷手斷腳之後以工傷名義取得保險金。某天，一个中年妇女（趙敏修飾）来到了崗道的面前，自称是其母亲，表示崗道是她失散多年的儿子。生性無情的崗道不相信如此突如其來的關係，動手毆打並侮辱中年女子，想令其知難而退，但中年女子心意甚堅。於是两人开始了一段超越伦理和道德禁忌的“母子关系”。
原本缺乏母愛的崗道，每天在母親的照顧之下體會到了前所未有的幸福家庭滋味，已脫離不了母親的陪伴。其後，母親佯裝成被過去岗道施暴過的對象綁架，並在崗道面前墜樓死亡，崗道因親眼目睹而崩潰。
原來，這位「母親」是假冒者。假裝是崗道的母親，目的是為了替當年被崗道暴力逼債而自殺的兒子復仇，因唯一的兒子被崗道逼死，已失去生存理由的母親，計劃了一齣讓崗道親身體會至親在眼前死亡的痛苦悲劇。失去母親的崗道萬念俱灰，选择結束自己的生命，並為自己過去的暴行贖罪。

## 角色
- 趙敏修：母亲
- 李廷镇：岗道（Gang-do），无情的男人
- 禹基洪：勳哲
- 姜恩真：勳哲的妻子
- 趙載龍：啟勳
- 李明子：啟勳的母親
- 許俊碩：自殺男
- 權律：吉他男
- 宋閔修：墜樓男
- 金凡俊：明洞男
- 真容旭：輪椅男

## 创作

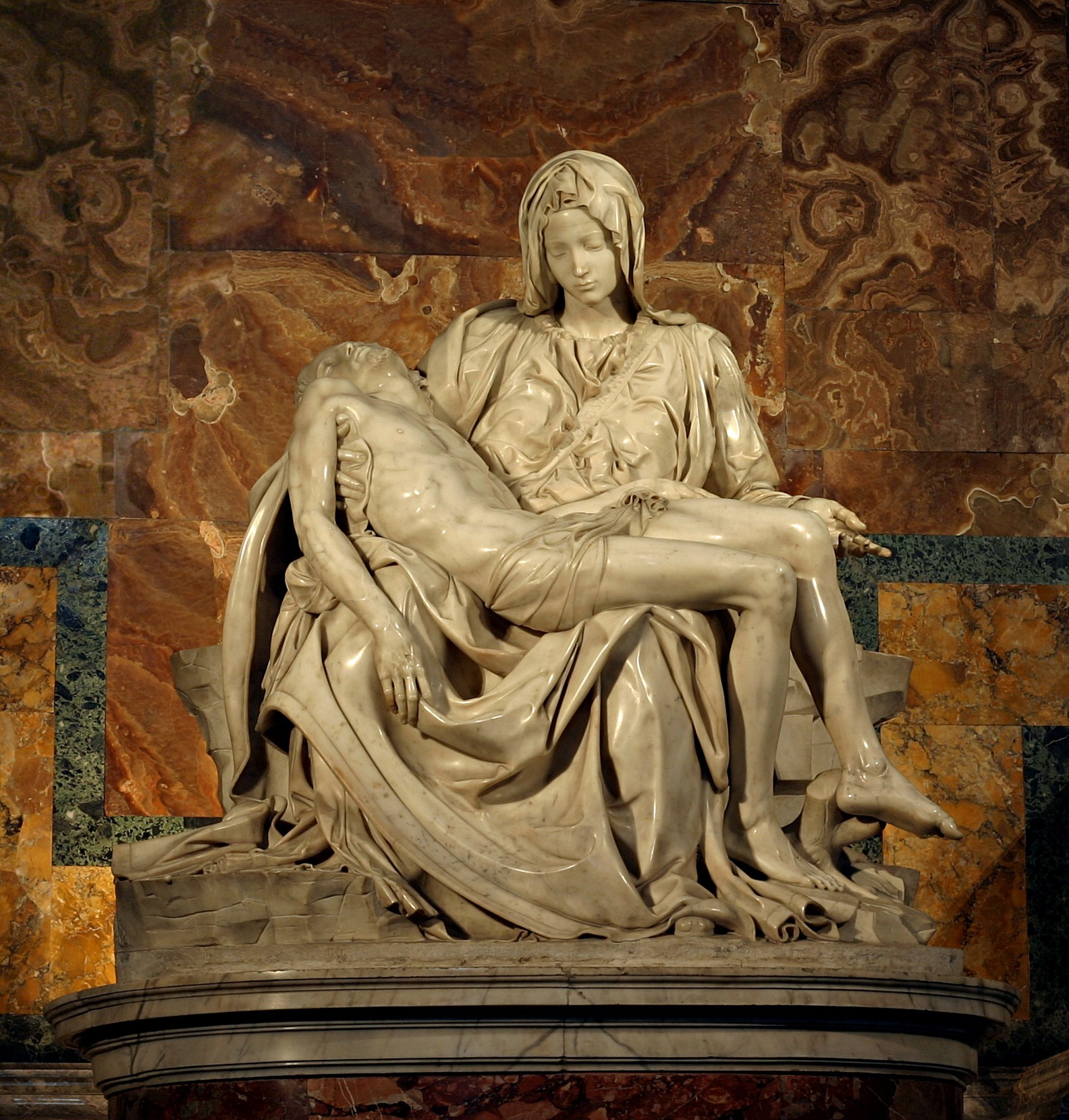
海报也来源于米开朗基罗的聖母慟子像（位于梵蒂岡聖伯多祿大殿内）

本片的意大利语名意为“圣母哀痛耶稣之死”，导演创作的灵感来源于米开朗基罗的著名雕塑作品《聖母慟子像》，“透过圣母的姿态，我被她哀伤、痛苦的情绪中所蕴含的人性而深深打动了”。母与子就是故事的核心。

## 评价
影片的前半段血腥而残忍，而充满悬念的情节发展和角色扭转又显示出金基德更为纯熟的艺术创造力。赵敏修将片中集悲与喜、爱与恨、温柔与残暴等矛盾于一身的复杂“母亲”形象诠释的非常到位。影片虽然关注的只是边缘化个体，但更像是个寓言。

## 票房
韩国于9月6日上映，9月12日当天全国有3万9766名观众，仅次于《谍影重重4》位列日票房榜的第2位。截止9月13日，累计观众人数达17万1522名。

## 奖项
第69届威尼斯电影节
- 金狮奖

第49届大钟奖
- 最佳女演員獎（趙敏修）
- 評委特別獎（金基德）

第32屆韓國電影評論家協會獎
- 最佳電影獎
- 最佳導演獎（金基德）
- 國際影評家聯盟韓國本部獎
- 最佳女演員獎（趙敏修）

第6屆亞太電影獎（APSA）
- 評審員獎（趙敏修）

第33屆青龍電影獎
- 最佳影片獎[8]

第17届卫星奖
- 最佳国际影片（与法国片《无法触碰》并列获奖）